# Chicago Stags 1948-1949
La stagione 1948-49 dei Chicago Stags fu la 3ª nella BAA per la franchigia.
I Chicago Stags arrivarono terzi nella Western Division della Basketball Association of America con un record di 38-22. Nei play-off persero 2-0 nel primo turno con i Minneapolis Lakers.

## Roster
| N°    | Naz.                   | Ruolo | Sportivo      | Anno | Alt. | Peso |
| ----- | ---------------------- | ----- | ------------- | ---- | ---- | ---- |
|       | Stati Uniti (bandiera) | AC    | Jack Eskridge | 1924 | 196  | 91   |
| 4     | Stati Uniti (bandiera) | G     | Whitey Kachan | 1925 | 188  | 79   |
| 6     | Stati Uniti (bandiera) | GA    | Carl Meinhold | 1926 | 188  | 84   |
| 6     | Stati Uniti (bandiera) | A     | Bill Miller   | 1924 | 191  | 86   |
| 7     | Stati Uniti (bandiera) | AC    | Stan Miasek   | 1924 | 196  | 95   |
| 10    | Stati Uniti (bandiera) | GA    | Max Zaslofsky | 1925 | 188  | 77   |
| 11-13 | Stati Uniti (bandiera) | AC    | Mike Bloom    | 1915 | 198  | 86   |
| 11    | Stati Uniti (bandiera) | C     | Bill Roberts  | 1925 | 206  | 95   |
| 12    | Stati Uniti (bandiera) | GA    | Gene Vance    | 1923 | 191  | 88   |
| 15    | Stati Uniti (bandiera) | AC    | Joe Graboski  | 1930 | 201  | 88   |
| 16    | Stati Uniti (bandiera) | G     | Kenny Rollins | 1923 | 183  | 76   |
| 17    | Stati Uniti (bandiera) | AC    | Chuck Gilmur  | 1922 | 193  | 102  |
| 18    | Stati Uniti (bandiera) | C     | Jim Browne    | 1930 | 208  | 107  |
| 18    | Stati Uniti (bandiera) | AC    | Ed Mikan      | 1925 | 203  | 104  |
| 19    | Stati Uniti (bandiera) | GA    | Andy Phillip  | 1922 | 188  | 88   |
| 20    | Stati Uniti (bandiera) | G     | Odie Spears   | 1924 | 196  | 93   |

## Staff tecnico
- Allenatori: Harold Olsen (28-21), Philip Brownstein (10-1), Harold Olsen (play-off)
- Vice-allenatore: Philip Brownstein